# Chính danh
Chính danh (chữ Hán: 正名) là một học thuyết trong triết học Trung Hoa, đặc biệt nổi bật trong Nho gia, nhấn mạnh rằng tên gọi (danh) phải phản ánh đúng bản chất và vai trò thực tế của sự vật, con người hay hiện tượng. Theo đó, mỗi người phải hành xử phù hợp với danh phận của mình để duy trì trật tự xã hội. Như Khổng Tử từng nói: "Danh bất chính, ngôn bất thuận; ngôn bất thuận, sự bất thành", tức là, nếu tên gọi không đúng thì lời nói sẽ không thuận, mà lời nói không thuận thì công việc cũng khó thành công.
Khổng Tử coi chính danh là điều kiện tiên quyết để thiết lập trật tự xã hội và đạo đức. Trong một xã hội lý tưởng, vua phải ra vua, tôi phải ra tôi, cha phải ra cha, con phải ra con, tức là mỗi người cần thực hiện đúng vai trò và trách nhiệm gắn liền với danh phận của mình. Khi danh và thực hài hòa, xã hội vận hành ổn định; ngược lại, nếu danh xưng không phản ánh đúng thực tế, xã hội sẽ rối loạn.
Học thuyết này khởi nguồn từ Khổng Tử và về sau được mở rộng bởi các nhà Nho như Mạnh Tử, Tuân Tử, trở thành nền tảng quan trọng trong chính trị, đạo đức và pháp luật Trung Hoa và các nước Đồng Văn qua các thời đại. Từ thời Tây Hán, khi Nho giáo trở thành tư tưởng chính thống, nguyên tắc chính danh được vận dụng vào quản trị quốc gia, đặc biệt trong việc quy định chức trách của quan lại và trật tự xã hội.